# Val-de-Mercy
Val-de-Mercy è un comune francese di 383 abitanti situato nel dipartimento della Yonne nella regione della Borgogna-Franca Contea.

## Società

### Evoluzione demografica
Abitanti censiti